# Laurie Anderson
Laura Phillips "Laurie" Anderson (født 5 juni, 1947) er en amerikansk eksperimenterende performance kunstner, komponist, musiker og skuespiller, der spiller violin og keyboard og synger i en række eksperimenterende musik og kunst rock stilarter. Hun var oprindeligt uddannet som billedhugger. Anderson opførte sit første stykke performance-kunst i slutningen af 1960'erne. Op gennem 1970'erne optrådte hun med en lang række forskellige performances. Hun blev kendt uden for kunstens verden i 1981, da hendes single "O Superman" blev nummer to på den britiske hitliste. Hun har også medvirket i og instrueret 1986-koncert film Home of the Brave.
Anderson er en pioner inden for elektronisk musik og har opfundet flere instrumenter, som hun har brugt i sine indspilninger og performancekunst. I 1977 skabte hun en bånd-bue violin, der bruger indspillede magnetiske bånd på buen i stedet for hestehår og et magnetisk tonehoved i stolen. I slutningen af 1990'erne, udviklede hun en talende stang, en 1.8 meter lang MIDI controller, der kan få adgang til og kopiere lyde.
I 2015 lavede Laurie Anderson film-essayet Heart of a Dog, som bl.a. blev nomineret til en Guldløve ved Venedig Filmfestivalen.
I 1992 blev Anderson kæreste med Lou Reed. De blev gift i 2008 og levede sammen til hans død i 2013.

## Diskografi

### Studie albums
| Album and details                                                                            | Peak positions | Peak positions | Peak positions | Peak positions | Peak positions | Peak positions | Peak positions | Peak positions |
| Album and details                                                                            | US             | CH             | DE             | GR             | NL             | NZ             | SE             | UK             |
| -------------------------------------------------------------------------------------------- | -------------- | -------------- | -------------- | -------------- | -------------- | -------------- | -------------- | -------------- |
| Big Science - Date released: 1982 - Record label: Warner Bros.                               | 124            | –              | –              | –              | –              | 8              | –              | 29             |
| Mister Heartbreak - Date released: 1984 - Record label: Warner Bros.                         | 60             | 19             | –              | –              | 23             | 12             | 46             | 93             |
| Home of the Brave - Date released: 1986 - Record label: Warner Bros.                         | 145            | –              | –              | –              | –              | 14             | 34             | –              |
| Strange Angels - Featuring Bobby McFerrin - Date released: 1989 - Record label: Warner Bros. | 171            | –              | –              | –              | –              | –              | –              | –              |
| Bright Red - Date released: 1994 - Record label: Warner Bros.                                | 195            | –              | –              | –              | –              | –              | –              | –              |
| Life on a String - Date released: 2001 - Record label: Nonesuch/Elektra Records              | –              | –              | 84             | –              | –              | –              | –              | –              |
| Homeland - Date released: 2010 - Record label: Nonesuch/Elektra Records                      | –              | –              | 62             | 41             | –              | –              | –              | –              |
| Amelia - Date released: 2024                                                                 |                |                |                |                |                |                |                |                |

### Spoken word-album
- The Ugly One with the Jewels (1995)
- Heart of a Dog (Soundtrack) (2015)

### Live albums
- United States Live (box set) (1984)
- Live in New York (2002)

### Opsamlingsalbum
- Talk Normal: Laurie Anderson Anthology (2000)

### Singler
- "O Superman" (1981) No. 2, UK;[7] (Vl) Nej 19; IRL No. 11; NL Nej 10; NZ No. 21
- "Big Science" (1981)
- "Sharkey' s Day" (1984)
- "Language is a Virus" (1986)
- "Strange Angels" (1989)
- "Babydoll" (1989) No. 7 OS Moderne Rock
- "Beautiful Red Dress" (1990)
- "In Our Sleep" (1994)
- "Big Science 2" (2007)
- "Mambo and Bling" (2008)
- "Only en Ekspert" (2010)[10]

## Film
- "Home of the Brave" koncertfilm, 1986
- "Heart of a Dog" 2015

## References
1. ↑  "Artists:Laurie Anderson". The Record: Contemporary Art and Vinyl. Hentet 8. februar 2011.
2. ↑  Amirkhanian, Charles.
3. ↑  "AE160D Unit 11: Laurie Anderson". Arkiveret fra originalen 1. december 2007.
4. ↑  ""The Performing Artistry of Laurie Anderson," by Don Shewey". Donshewey.com. Hentet 2. oktober 2011.
5. ↑  "Lou Reed and Laurie Anderson Wed – Weddings, Laurie Anderson, Lou Reed". People.com. 25. april 2008. Arkiveret fra originalen 24. april 2016. Hentet 2. oktober 2011.
6. ↑  "Laurie Anderson Says Final Farewell to Lou Reed". Yahoo Music. 6. oktober 2013. Hentet 7. oktober 2013.
7. 1 2 3  Roberts, David (2006). British Hit Singles & Albums (19th udgave). London: Guinness World Records Limited. s. 23. ISBN 1-904994-10-5.
8. ↑  Hung, Steffen (2015). "Laurie Anderson - Homeland". lescharts.com. Hentet 2015-10-04.
9. ↑  Hung, Steffen. "Laurie Anderson - Homeland". lescharts.com. Hentet 2015-10-04.
10. ↑  "Only an Expert by Laurie Anderson". Nonesuch.com. 2. oktober 2011. Hentet 3. oktober 2015.